# Árboles singulares de Extremadura

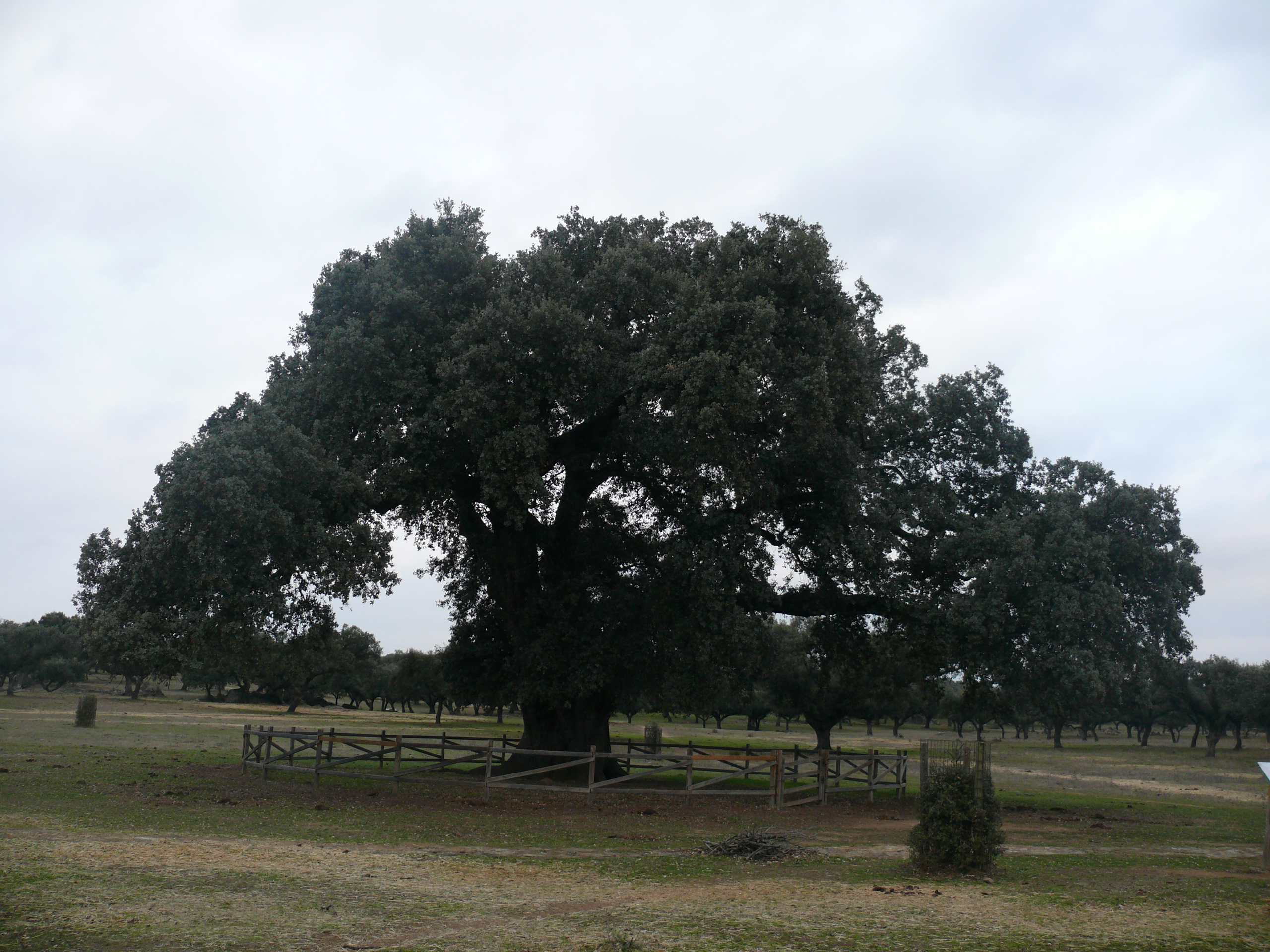
Encina la Terrona en Zarza de Montánchez.

Según la Ley de Conservación de la Naturaleza y de Espacios Naturales de Extremadura, se consideran árboles singulares aquellos ejemplares o agrupaciones concretas de árboles, autóctonos o no, en atención a sus características singulares destacables que los hacen especialmente representativos, atendiendo a su edad, tamaño, historia o valor cultural, belleza, ubicación u otras características análogas. 
El primer naturalista divulgador de los árboles singulares de Extremadura fue Diosdado Simón.

## Protección legal
Los árboles declarados como árboles singulares se considerarán protegidos a todos los efectos. Esta protección implica la prohibición de cortarlos, arrancarlos total o parcialmente, así como dañarlos por cualquier medio. En función de la importancia y valor de los ejemplares declarados, se podrá  establecer un área de protección periférica  que asegure su continuidad y la de otros elementos botánicos asociados.
Para la realización de los tratamientos silvícolas o fitosanitarios requeridos para el mantenimiento del árbol, así como para su aprovechamiento (frutos, corcho), será  necesario la  autorización previa de la Dirección General de Medio Ambiente de la Junta de Extremadura.

## En laprovincia de Cáceres

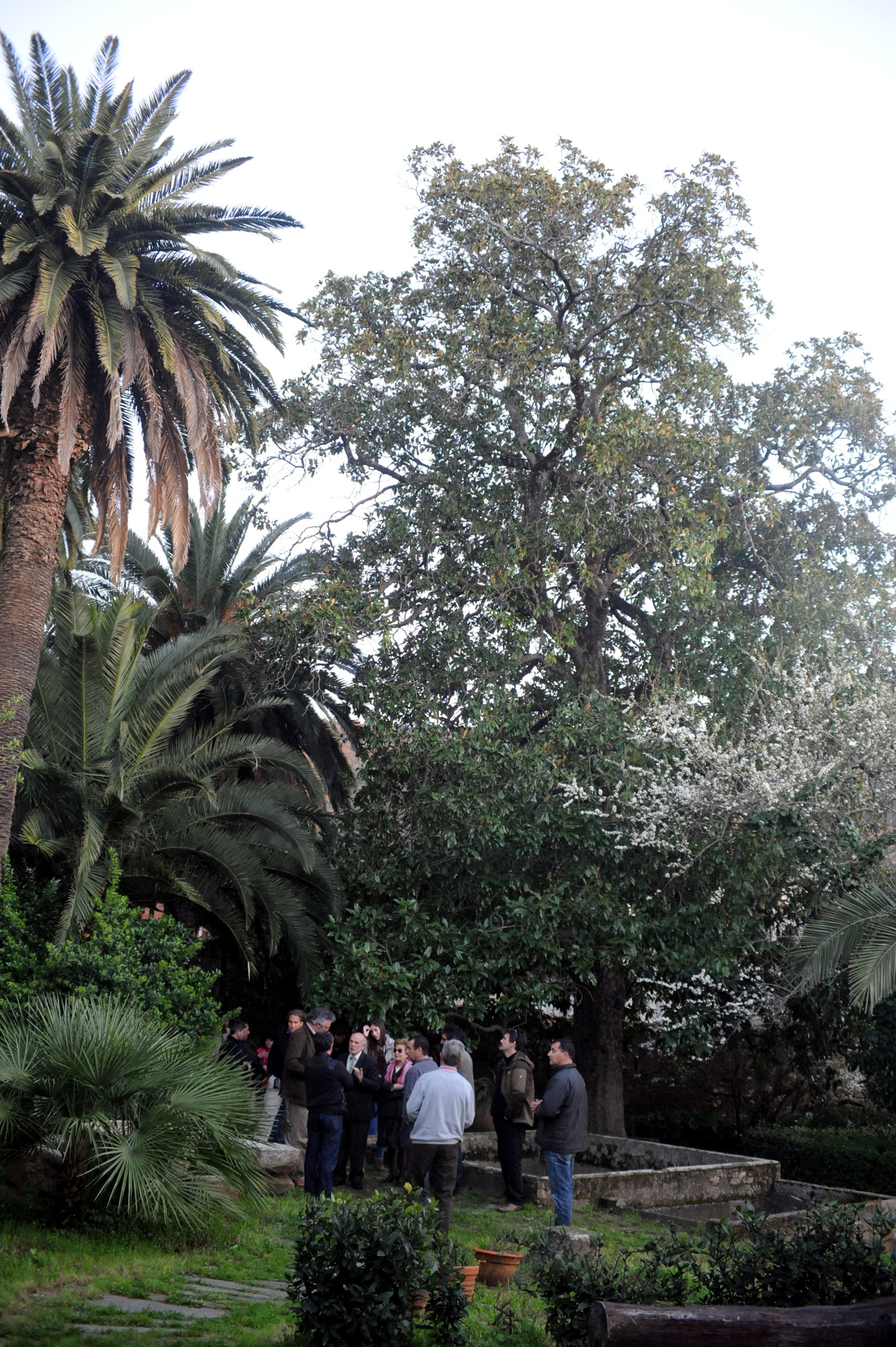
Magnolia de los Durán en Villanueva de la Sierra

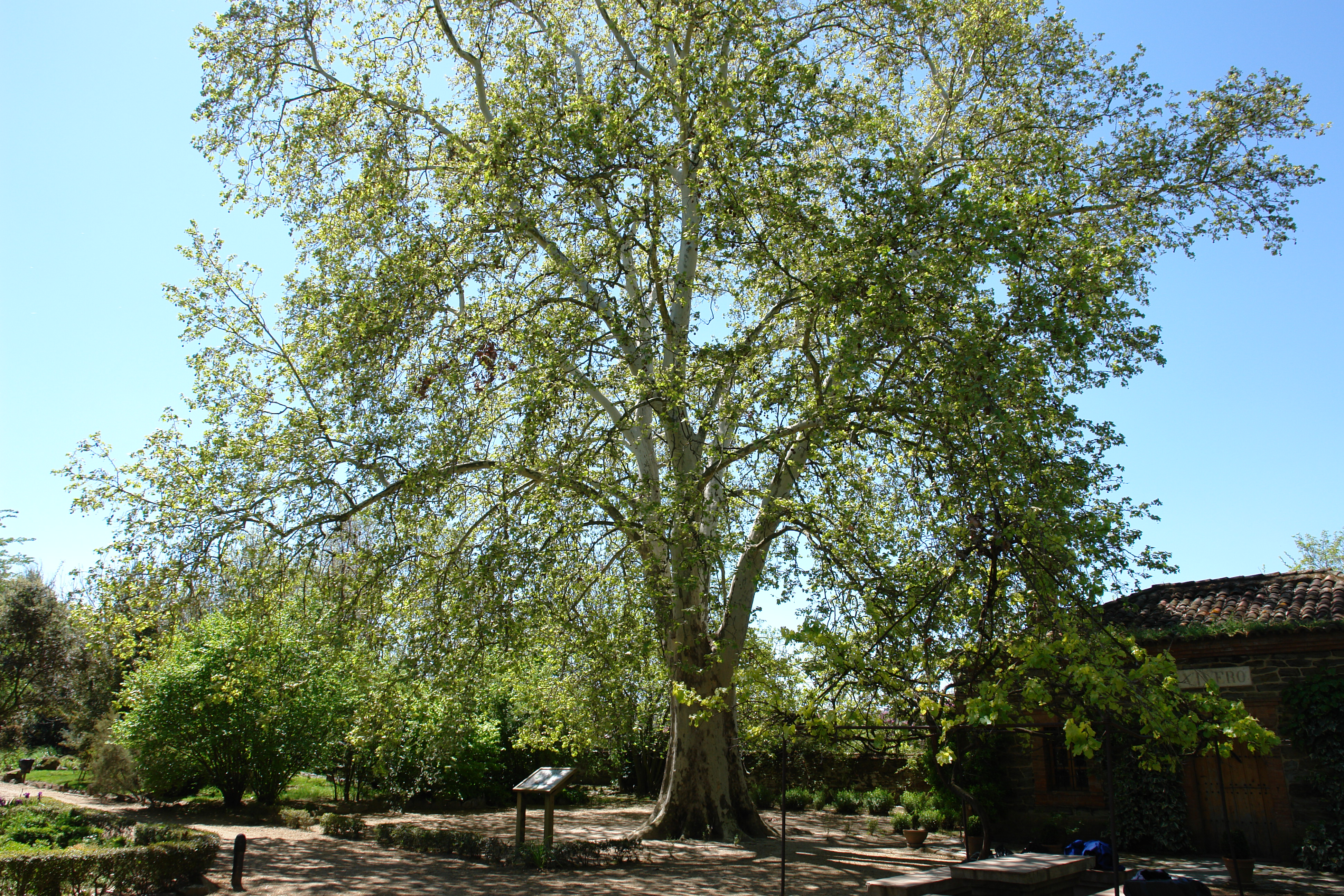
Plátano del vivero, del jardín botánico de Coria, declarado árbol singular

- Roble Romanejo o del Acarreadero en Cabezabellosa.[3] Está en una finca privada con cancilla y animales sueltos.
- Encina la Terrona en Zarza de Montanchez. Este árbol se considera que es la encina más grande de España y posiblemente del mundo entero.[4] +800 años. Está apuntalada pero se puede visitar sin problema.
- Encina La Nieta en el término de Torre de Santa María.[3]
- Enebro de Las Mestas en Ladrillar.[3]
- Madroña de Guijarroblanco en Pinofranqueado.[3]
- Alcornoque de La Fresneda en Aldeanueva del Camino.[3]
- Tejos del Cerezal en Nuñomoral.[3]
- Castaños del Temblar en Segura de Toro.[3] En estos valles de la Alta Extremadura, el castaño se cultiva desde hace muchos siglos. En la actualidad se pueden ver muchos de estos grandes árboles que con el paso del tiempo han desarrollado un porte extraordinario. Estos castaños son tan queridos que cada uno tiene un nombre personal, como el castaño Hondonero, el Bronco, el Menuero, el Retorcío.[4]
- Castaño, el Abuelo de Guadalupe, que ya se nombra en las crónicas de los Reyes Católicos.[4]
- Olivo de las Ánimas en Ceclavín. Árbol protagonista de una leyenda extremeña.[4]
- Plátano del Vivero en Coria.[3]
- Magnolia de los Durán en Villanueva de la Sierra. Este pueblo tiene el orgullo también de haber sido la localidad donde se celebró la primera Fiesta del Árbol o Día del Árbol en todo el mundo, una iniciativa promovida en 1805 por el párroco del lugar con el apoyo entusiasta de toda la población.[5]
- Los Tejos de Escobarejo (Taxus baccata) en Losar de la Vera. Conjunto de tejos, varios de ellos monumentales.[6]
- Alcornoque de los Cercones (Quercus suber) en Higuera de Albalat. Árbol monumental. Uno de los mejores alcornoques de Extremadura.[6]
- Carballo Grande de la Garganta (Quercus robur) en Garganta la Olla. Singular por su biometría y rareza. Posiblemente el mayor carballo de Extremadura.[6]
- Mesto de la Dehesa (Quercus x mixta) en Berzocana. Árbol singular por su biometría, porte y rareza botánica.
- Alcornoque Padre Nuestro o Santo (Quercus suber) en Mirabel. Por su biometría podría considerarse un árbol monumental, siendo además muy conocido y valorado por la población.
- Castaños del Cobijo o de los Ojestos (Castanea sativa) en San Martín de Trevejo. Los dos castaños más viejos y de mayor porte del Castañar O ́soitu. Muy conocidos y valorados al estar al borde del camino que cruza el castañar. El de mayores dimensiones tiene un tronco de 6,90 m de perímetro a 1,30 m de altura y una copa de más de 17 m.

### Exclusiones por su muerte vegetativa
- Encina La Marquesa en Navalmoral de la Mata,[3] Muerta desde 2010.[7][8][6]
- Pino de Aldeanueva de la Vera.[6]
- Roble Grande de La Solana en Barrado.[3] Murió envenenado en 2020, han plantado una escultura en 2021.

## En laprovincia de Badajoz
- Ciprés calvo de La Mimbre en Fregenal de la Sierra.[3]
- Quejigos del Chorrero en Salvaleón.[3]
- Alcornoque de Los Galaperales en Bodonal de la Sierra.[3]
- Olivo de La Tapada en La Morera.[3]
- Olmeda de Los Baselisos en Maguilla.[3]
- Encina de la Virgen en Cordobilla de Lácara.[9]
- Almendro Real (Prunus amygdaloides) en Valverde de Leganés. Singular por su biometría, la belleza de su porte y su espectacular floración.[6]
- El Olivar de la Sierra (Olea europaea), en Orellana de la Sierra. Conjunto de interés tanto por la monumentalidad de alguno de sus olivos como por su alto valor paisajístico y etnográfico.[6]
- Los Pinos de Tienza (Pinus pinea) en Badajoz. Conjunto de tres pinos piñoneros monumentales que conservan el porte natural para la especie, algo muy inusual.[6]
- La Charneca del Cuquil (Pistacia lentiscus) en Casas de Don Pedro. Árbol monumental por  sus  dimensiones. Se trata  del  mayor  ejemplar para su especie en Extremadura y uno de los mayores de España.

### Exclusiones por su muerte vegetativa
- Alcornoque El Abuelo declarado entre los Árboles monumentales de España, que nació encima de una gran masa de granito, a la que se ha anclado y va cubriendo a medida que crece.[4][6]